# Sostrup Slot
Sostrup Slot er en fredet hovedgård ved Gjerrild på det nordøstlige Djursland. Den hører til Gjerrild Sogn, Norddjurs Kommune. Hovedbygningen er opført i 1599-1606. Sostrup Slot er på 20 hektar, Sostrup Gods er på 239,8 ha.

## Historie
Sostrup Slot var muligvis krongods under Christoffer 2., som i 1327 pantsatte "Svorttorp", men gården fremtræder med sikkerhed i historien i 1388, da Jens Lagesen Udsen anføres som ejer i et pergamentsbrev, der nu opbevares i gårdens arkiv.

### Slægten Udsen
Oplysninger om den adelige nørrejyske slægt Udsen går tilbage til ca. 1230 (Danmarks Adels Årbog 1945). Omkring 1430 var Ommestrup Hovedgård ved Mørke på Djursland i Udsen-slægtens eje. Den blev beboet af Else Jensdatter Udsen, som var datter af Jens Lagesen Udsen af Kollerup. Hun blev gift med Lange Ove Ovesen, og i deres ægteskab var der datteren Sidsel Ovesdatter, der døde ugift. Else døde antagelig inden 1435. Så vidt vides var slægten omkring dette tidspunkt forarmet, og dens ejendomme blev overtaget af kirken. Efter reformationen blev Ommestrup Hovedgård i 1575 overtaget af Kronen. I Randers Amts Historiske Årbøger fra 1913-1916 er der en række artikler af Aage Sørensen, hvor han bl.a. antyder, at der utvivlsomt må eksistere en forbindelse mellem denne gamle adelige slægt Udsen og de endnu i Ommestrup og omegn levende Udsen'er.

### Senere ejere
Jacob Seefeld var i gang med at ombygge Sostrup til et firfløjet slot, da han døde i 1599. Hans enke, Sophie Bille, fortsatte byggeriet, men opgav i 1606 at opføre en fjerde fløj. Derfor slutter de to fløje på slottets bagside med bindingsværksgavle i modsætning til det øvrige slots røde tegl.
Gården blev i 1725 hovedsæde i Grevskabet Scheel, og gården havde dette navn indtil grevskabet blev nedlagt i 1823. I 1829 overtog Jacob von Benzon gården, som blev ophøjet til stamhus under navnet Benzon. Fra 1944 blev gården atter kaldt Sostrup. 1961-2013 blev slottet drevet som nonnekloster under den katolske Cistercienserorden.
Slottet blev overtaget af søskendeparret Kirsten B. Swift og Anders Bundgaard 1. juni 2014. De restaurerede slottet og åbnede det med konferencefaciliteter, værelser og restaurant 22. august 2015. Kampestenslængen indeholder tre lokaler til 30, 100 og 140 personer. Kloster og kirke indeholder lokaler til 10-300 personer samt 25 klosterceller til overnatning. Fra 1. august 2015 overtog Kirsten B. Swift ejerskabet.

## Ejere af Sostrup
- (før 1327) Kronen
- (1330-1388) Svend Udsen
- (1388-1410) Jens Lagesen Udsen
- (1410) Gertrud Svendsdatter Udsen gift (1) Kaas (2) Munk
- (1410-1430) Jens Ovesen Kaas
- (1430) Gertrud Svendsdatter Udsen gift (1) Kaas (2) Munk
- (1430-1464) Niels Munk
- (1464-1485) Tom Jensen Kaas / Anders Nielsen Munk
- (1485-1504) Anders Nielsen Munk
- (1504-1530) Gertrud Andersdatter Munk gift Hvas
- (1530-1541) Jens Hvas
- (1541-1565) Christen Jensen Hvas
- (1565-1576) Jørgen Gundesen
- (1576-1579) Inger Gundesdatter
- (1579-1586) Jens Mikkelsen Hvas
- (1586-1599) Jacob Seefeld
- (1599-1608) Sophie Bille gift Seefeld
- (1608-1612) Hans Jacobsen Seefeld
- (1612-1631) Jørgen Christensen Skeel
- (1631-1640) Jytte Eskesdatter Brock gift Skeel
- (1640-1688) Christen Jørgensen Skeel
- (1688-1695) Jørgen Christensen Skeel
- (1695-1731) Christen Jørgensen Skeel
- (1731-1786) Jørgen Christensen Scheel
- (1786-1823) Jørgen Jørgensen Scheel
- (1823-1829) Den Danske Stat
- (1829-1840) Jacob von Benzon
- (1840-1888) Ernst August Pyrmont Jacobsen von Benzon
- (1888-1893) Albertine von Benzon
- (1893-1901) Anne Marie Elisabeth von Benzon gift de Mylius
- (1901-1927) Sigismund Ernst Mylius von Benzon
- (1927-1936) Fritze Henny Margrethe von Hedemann gift Mylius von Benzon
- (1936-1943) Ib Mylius von Benzon
- (1943-1945) Benzon Gods A/S
- (1945-1947) Den Danske Stat
- (1947-1950) Sostrup Gods A/S (godset)
- (1950-1952) Interessentskab (hovedbygningen)
- (1952-1995) Sostrup Gods a/s (godset)
- (1952-1960) Harald Mark (hovedbygningen)
- (1960-1966) Sankt Bernhards Stiftelse (hovedbygningen)
- (1966-2014) Sankt Bernhards Stiftelse (hovedbygningen+avlsgården)
- (1995-2006) P. Ole Fanger (godset)
- (2014-2015) Kirsten B. Swift og Anders Bundgaard
- (2015-2024) Kirsten B. Swift
- (2025-) Thomas Kirk Kristiansen[4]